# Dick Ray
Richard Ray (4 de febrer de 1876 - 28 de desembre de 1952) va ser un futbolista professional i entrenador anglès.
Feia de lateral esquerre, i va jugar al Macclesfield, abans de començar la seva carrera a la Football League amb el Burslem Port Vale el 1894. Va canviar al Crewe Alexandra un any després, abans de fitxar pel Manchester City el 1896. Va passar els quatre anys següents al City, ajudant el club a aconseguir el títol de Segona Divisió el 1898–99. Va passar temps amb Macclesfield i Coventry City, abans de passar una temporada amb el Stockport County i una altra amb el Chesterfield. Va signar amb el Leeds City el juliol de 1905 i va ser el capità abans de deixar el club el març de 1908.
El 1919, va esdevenir el primer entrenador del Leeds United FC, abans de ser degradat a assistent d'Arthur Fairclough l'any següent. Es va fer càrrec del Doncaster Rovers el 1923 i va passar quatre temporades al capdavant de l'equip, abans de tornar a Leeds el 1927.
Va liderar el club a l'ascens a la Segona Divisió en els períodes 1927–28 i 1931–32, tot i que no va aconseguir convertir el Leeds en un equip estable de primera divisió. Va prendre les regnes del Bradford City el 1935, però va deixar el seu càrrec el febrer de 1937.